# Hermann Lüderitz

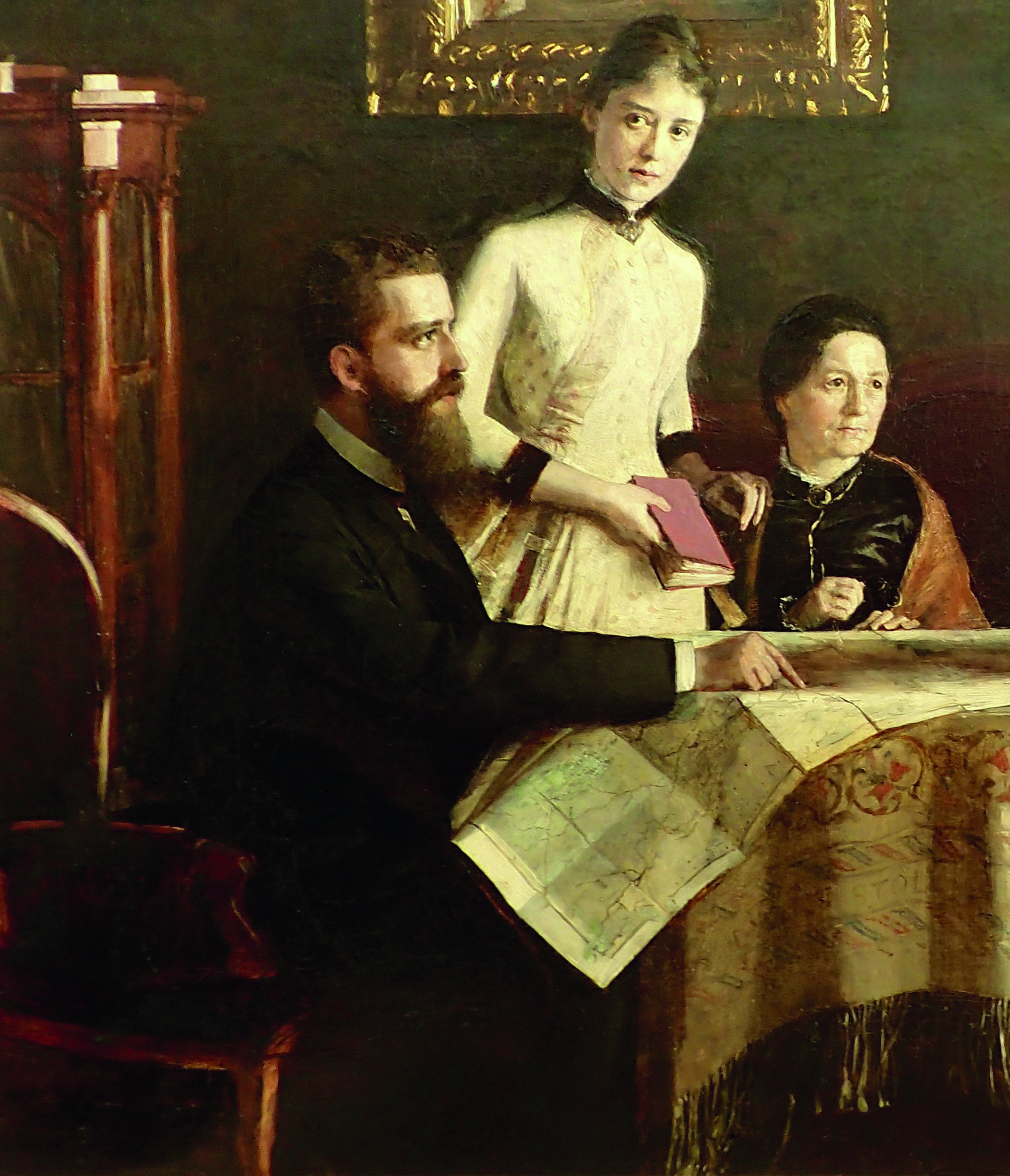
Hermann Lüderitz mit Schwester Elisabeth und Mutter Lucie beim Familienrat (Ausschnitt aus Familienbildnis)

Hermann Lüderitz (* 1. März 1864 in Berlin; † 15. August 1909 daselbst) war ein deutscher Diplomat in Marokko.

## Herkunft und Ausbildung
Hermann Guillaume Theobald Lüderitz wurde in Berlin als jüngstes Kind des Kaufmanns Carl Adolph Lüderitz (1816–1866) und der Lucie Neider (1825–1900) geboren. Als der Vater zwei Jahre später mit nur 50 Jahren starb, verkaufte die Mutter 1875 das Haus, um ihren Kindern eine Ausbildung zu ermöglichen. Seit 1878 besuchte Hermann das Friedrich-Wilhelms-Gymnasium und legte dort Ostern 1884 das Abitur ab. Sein älterer Bruder Carl Lüderitz (1854–1930) studierte Medizin und wurde Arzt und Wissenschaftler, zunächst in Jena, dann in Berlin.
Nach einem Jura-Studium, zunächst an der Universität Heidelberg, dann in Berlin, legte er im Oktober 1887 das Examen ab und trat in den preußischen Justizdienst ein: 1887 als Referendar am Amtsgericht Alt-Landsberg, dann in Berlin am Landgericht I, anschließend bei der Staatsanwaltschaft und zuletzt bei einem Rechtsanwalt und Notar. Im Oktober 1888 begann er eine Sprachausbildung am Seminar für Orientalische Sprachen, das im Vorjahr an der Friedrich-Wilhelms-Universität in Berlin gegründet worden war, und bereitete sich auf Marokko vor. Ein von seiner Schwester Elisabeth Lüderitz (1858–1930) gemaltes Bild des Familienrates aus dem Jahre 1888 zeigt offenbar diese Entscheidungssituation, nach Marokko zu gehen. Er muss das marokkanische Arabisch in Sprache und Schrift gut beherrscht haben; denn er veröffentlichte 1899 in den „Mittheilungen des Seminars für Orientalische Sprachen“ einen Beitrag zu „Sprüchwörtern aus Marokko mit Erläuterungen im Dialekt des nördlichen Marokko“.

## Marokko
Hermann Lüderitz wurde im November 1889 auf seinen Wunsch von der Ministerresidentur in Tanger als Dragomanats-Eleve – als „Dolmetscher-Lehrling“ – übernommen. Mit seiner doppelten Ausbildung war er für diese Aufgabe bestens qualifiziert, da er als Dragoman und später als Konsul nicht nur mit den marokkanischen Behörden verhandeln musste, sondern weil er auch den Vorsitz im Konsulargericht hatte, das Zivil- und Strafsachen verhandelte. Er unterstand weiter dem preußischen Justizministerium, das ihn für den Dienst im Auswärtigen Amt stets aufs Neue beurlauben musste. Im Februar 1893 klagte er, dass er nur „als diätarisch angestellter Beamter“ außerplanmäßig beschäftigt sei, „ohne jede Aussicht auf feste Anstellung“ im auswärtigen Dienst. Die Bitte hatte offenbar Erfolg; nur einen Monat später, am 7. August 1893, wurde ihm der „Titel eines zweiten Dragomans beigelegt“. 1895 wurde Lüderitz die kommissarische Vertretung der Dragomanatsstelle in Casablanca übertragen. Bereits im März 1897 kehrte er nach Tanger zurück, jetzt als Dragoman. Danach nutzte er die Zeit, um im Juli 1900 seine konsularische Ausbildung abzuschließen. Im September 1901 wurde ihm der Charakter als Konsul verliehen. Jetzt war seine weitere Karriere insoweit gesichert, dass er ans Heiraten denken konnte. Am 24. September 1902 kündigte er seinen Dienstvorgesetzten die Heirat mit seiner Cousine zweiten Grades, Victoria Ribbeck (1870–1953) an, die am 3. November 1902 in Coburg erfolgte.
Von April bis Juli 1902 wurde er kommissarisch als Konsul in den beiden Königsstädten Marrakesch und Fes eingesetzt, wo es noch keine Berufskonsulate gab. 1903 war er abermals Dragoman in Tanger. Spätestens seit Ende 1903 drängte der Gesandte Friedrich Freiherr von und zu Mentzingen im Auswärtigen Amt darauf, Lüderitz auf die Stelle eines Konsuls zu berufen. Im August 1905 wurde er vom Auswärtigen Amt übernommen und als Konsul in Casablanca eingesetzt.
Zwei dramatische Geschehnisse ereigneten sich während Hermanns Dienstzeit: die Beschießung Casablancas im Juli 1907 durch Frankreich und die Legionärsaffäre im September 1908. Bei beiden trat er nicht profiliert in Erscheinung.
Als 1907 in Marrakesch der französische Arzt Émile Mauchamp ermordet wurde und die Franzosen zur Vergeltung einen Streifen marokkanischen Gebiets an der algerischen Grenze besetzten, meldete der Bruder des Sultans seine Ansprüche auf den Thron an. Ein Bürgerkrieg bahnte sich an. Es genügte ein kleiner Funke, um in Casablanca Unruhen auszulösen, die in der Ermordung von neun europäischen Arbeitern gipfelten. Als Frankreich auch hier militärisch intervenierte, kam es in der Stadt und im Hinterland zum bewaffneten Aufstand, den Frankreich mit der Beschießung der Stadt beantwortete. Konsul Lüderitz war zu diesem Zeitpunkt mit seiner Frau auf Heimaturlaub, aber sein Haushalt wurde erheblich beschädigt. Lüderitz bezifferte den Schaden an seiner Wohnung am 29. November 1907 in einer 33-seitigen Liste mit insgesamt mehr als 750 Positionen auf einen Gesamtwert von 35.765,18 Mark. Das kritisierte das Reichsschatzamt, da „der in Rechnung gestellte Wert der einzelnen Positionen im Allgemeinen zu hoch gegriffen ist“, da Lüderitz nicht den Zeitwert, sondern den Wiederbeschaffungswert angesetzt hatte. Obwohl das Reichsschatzamt intern einen Abzug von 25 % empfahl, sprach die internationale Entschädigungskommission Lüderitz bzw. inzwischen seiner Witwe im Juni 1910 einen Betrag von 42.800 Francs zu. Das entsprach 34.240 Mark und damit nahezu der Antragssumme.
Politisch geriet Lüderitz zwischen die Fronten: Während die Reichsregierung keinen Grund für eine diplomatische Konfrontation mit Frankreich sah, drängten die Marokko-Deutschen und die Marokko-Propagandisten darauf, dass Frankreich die Schuld an den Ereignissen habe und politisch wie finanziell für den Schaden aufkommen müsse. Lüderitz machte sich den Standpunkt der Marokko-Deutschen teilweise zu eigen, doch ging das seinen Vorgesetzten zu weit, seinen Landsleuten vor Ort nicht weit genug.
Erneut hatte Konsul Lüderitz das Problem, dass seine Regierung in Berlin kein Interesse an einer Eskalation hatte. Nach dem Bombardement von Casablanca hatten die Franzosen größere Truppeneinheiten zur „Pazifizierung“ des Hinterlandes stationiert, darunter zwei Regimenter der Fremdenlegion, die fast zur Hälfte aus Deutschen bestanden haben sollen. Konnten diese zur Desertion veranlasst werden, würde das die Kampfkraft Frankreichs schwächen und dessen Image Schaden zufügen. Erdacht und organisiert wurde das Ganze von dem Journalisten Heinrich Sievers. Der blieb nicht ohne Erfolg; es kam zu einer der größten Massenfluchten in der Geschichte der Fremdenlegion. Im September 1908 versuchte Sievers, sechs weitere Deserteure nicht auf den üblichen Schleichwegen, sondern in Casablanca direkt unter den Augen der Franzosen auszuschleusen. Obwohl es letztlich seine Privataktion war, brauchte er die Hilfe des Konsulats. Am 25. September führte er die Deserteure in Begleitung des Konsulatssekretärs Max Just zum Hafen. Dort wurden die Deserteure von Soldaten der Hafenwache erkannt, und es kam zu handgreiflichen Auseinandersetzungen. Die Deserteure wurden verhaftet.
Zum politischen und völkerrechtlichen Problem für Lüderitz wurde, dass er einen Passierschein unterschrieben hatte, der den Franzosen in die Hände gefallen war. Dieser war für sechs Personen ausgestellt, obwohl sich nur drei Deutsche unter den Deserteuren befanden. Wider besseres Wissen ließ sich Lüderitz von dem politischen Anführer der Casablanca-Deutschen, Carl Ficke zu der Behauptung überreden, es habe sich unter den sechs „nicht ein einziger Nicht-Deutscher“ befunden. Lüderitz, der eingestehen musste, die Deserteure in ihrem Versteck besucht zu haben, wurde von seinem Konsulatssekretär Just so weit entlastet, als dieser zugab, die ursprüngliche Zahl von drei auf sechs eigenmächtig erhöht und die Worte „deutscher Nationalität“ gestrichen zu haben, was Lüderitz bei der Unterschrift „übersehen“ habe. Das entsprach dem Eindruck der Briten und Franzosen, die Lüderitz ein „relativ moderates“ und freundliches Verhalten attestierten, während Just ein „sehr aktives Mitglied“ der anti-französischen Gruppierung in Casablanca gewesen sei. Sievers dagegen charakterisierte ihn als „weich, ängstlich, zögerlich“.
Die Erregung der jeweiligen nationalen Presse war so enorm, dass in Frankreich wie in Großbritannien die Befürchtung geäußert wurde, es könne zum Krieg kommen. In der Tat hatte sich die Reichsregierung zunächst auf den „Ehrenstandpunkt“ gestellt, dass die „Gewalttätigkeit“ gegen einen Konsularbeamten nicht hingenommen werden könne. Diese Haltung änderte sich, als der französische Untersuchungsbericht in Berlin vorlag. Der Kaiser hatte ohnehin ein Einlenken verlangt. Die Regierungen verständigten sich, das Internationale Schiedsgericht (Ständiger Schiedshof) in Den Haag anzurufen. Das fällte am 22. Mai 1909 sein Urteil: Lüderitz hätte den Passierschein nicht für sechs Deserteure ausstellen dürfen; er habe aber einen „unbeabsichtigten Fehler“ gemacht, als er ihn unterschrieb, „ohne ihn zu lesen“, wie er in der mündlichen Verhandlung geltend gemacht hatte. Im Übrigen lautete das salomonische Urteil, die Deserteure hätten dem Konsulatssekretär nicht gewaltsam entrissen werden dürfen, Frankreich müsse diese aber nicht zurückgeben.
Der damalige Gesandte Hans von Wangenheim urteilte, Lüderitz sei ein „außerordentlich tüchtiger und zuverlässiger Beamter“, habe aber den Fehler gemacht, den Passierschein zu unterschreiben. Wangenheim war der Überzeugung, „daß aus Marokko schließlich doch der Krieg kommen muß“. Aber der Casablanca-Zwischenfall sei dafür nicht geeignet. „Wir haben darin nicht ganz reine Papiere durch die Dummheit des Konsuls, der aus lauter Vorsicht alles verdorben hat.“ Also: kein Weltkrieg wegen Lüderitz. Durch seine Dummheit!

## Krankheit und Tod
Hermann Lüderitz war zur Zeit der Legionärsaffäre bereits schwer krank. Ende 1908 diagnostizierte Gustav Adolph Dobbert (1853–1914) in Casablanca bei ihm eine „schwere Gallenblasenentzündung mit wiederholten Anfällen akuter Herzschwäche“. Am 11. Januar 1909 begab er sich in Begleitung seiner Frau Viktoria an Bord eines Schiffes. Diese war zu diesem Zeitpunkt im siebten Monat schwanger. Noch im Januar 1909 stellte Lüderitz sich bei Universitätsprofessor Albert Albu (1867–1921) in Berlin vor, der am 22. Januar 1909 dem Auswärtigen Amt mitteilte, sein Patient sei in einem „schlechten Ernährungszustand infolge von Abmagerung, Zeichen allgemeiner Nervenschwäche, Vergrößerung der linken Herzkammer und einer Vergrößerung der Leber, welche auf die vorangegangenen Gallenerkrankung zurückzuführen ist“. Lüderitz klage zudem „seit Jahren über dramatische Schmerzen in den Gliedmassen, welche sich in letzter Zeit noch erheblich verstärkt haben“. Albu empfahl eine längere Phase der Schonung sowie eine „Trink- bez. Badekur in Karlsbad und in Wiesbaden.“
Ende Mai/Anfang Juni stellte sich Lüderitz erneut bei Albu vor, der „seinen Zustand gebessert, aber nicht geheilt“ fand. „Insbesondere ist noch eine beträchtliche Vergrößerung der Leber nachweisbar, und da Herr Consul Lüderitz noch neuerdings wiederum über Schmerzen in der Lebergegend klagt“, sollte er „noch mehrere Wochen unter ärztlicher Beobachtung in Deutschland“ bleiben. Albu hat hier möglicherweise eine bösartige Erkrankung der Gallenwege als chronische Leber-Erkrankung fehldiagnostiziert. Irgendwann zwischen Anfang Juni und Anfang August 1909 muss Hermann Lüderitz auf Professor Fedor Krause (1857–1937) getroffen sein, einen Experten der Tumorchirurgie, der die von Dobbert konstatierte Notwendigkeit einer Operation am 11. August dem Auswärtigen Amt bestätigte. Lüderitz unterzog sich der Operation, verstarb aber 24 Stunden später am 15. August 1909.
Hermann Lüderitz hat noch erlebt, dass am 24. Februar 1909 in Coburg seine Tochter Erika Beatrice geboren wurde. Seine Witwe Viktoria lebte bis September 1948 in Coburg und verzog dann nach Düsseldorf zu ihrer Tochter Erika, die dort als kaufmännische Angestellte tätig war. Die Tochter blieb unverheiratet. Sie zog im November 1981 in ein Seniorenheim in Hilden, wo sie am 16. Dezember 2001 verstarb.